# Akce Dozimetr
Akce Dozimetr, podle jednoho z hlavních aktérů známá jako kauza Hlubuček, je označení policejní akce uskutečněné v roce 2022 v souvislosti s vyšetřováním korupce na Magistrátu hlavního města Prahy spojené zejména s hospodařením Dopravního podniku hlavního města Prahy. V červnu 2022 provedla Policie ČR po více než dvouletém sledování hromadný zátah na Magistrátu hlavního města Prahy, v centrále Dopravního podniku hlavního města Prahy a na dalších desítkách míst. Zatčeno bylo jedenáct ze třinácti obviněných osob. Mezi nimi byl např. tehdejší náměstek pražského primátora Petr Hlubuček (STAN) nebo údajná hlava skupiny, vlivný zlínský podnikatel Michal Redl. Skupina byla obviněna například z ovlivňování veřejných zakázek Dopravního podniku hlavního města Prahy (DPP), z uplácení a snahy vyvádět majetek z DPP a dalších institucí.

## Název
Původ názvu Dozimetr, potažmo spojitost s dozimetry či dozimetrií, není znám. Spekuluje se například o souvislosti s tím, že Adam Scheinherr, který v roce 2020 podával trestní oznámení, pracoval v oboru radioaktivních materiálů.

## Průběh akce
V ranních hodinách 15. června 2022 spustila Národní centrála proti organizovanému zločinu akci Dozimetr. Šlo o hromadný zátah na Magistrátu hlavního města Prahy, Dopravním podniku hlavního města Prahy, sídle VZP a na více než deseti dalších místech. Policisté obvinili původně jedenáct osob. Tři osoby (Petr Hlubuček, Michal Redl a Zakaría Nemrah) byly stíhány vazebně, tři obvinění (Matej Augustín, Pavel Kos a Pavel Dovhomilja) se v době zásahu nacházeli mimo Česko.
Policie skupinu sledovala přes dva roky. Při sledování využila odposlechů telefonů i konspiračních bytů. Skupina věděla o zájmu policie nejméně od září 2020, kdy média psala o podaném trestním oznámení. Podle dokumentů kriminalistů proto obvinění pravidelně prohlíželi svou techniku kvůli odposlechům a například používali šifrovanou komunikaci. Najali si i bezpečnostní agenturu na odhalování odposlechů. A díky kontaktům u policie odhalili i jedno auto, které je sledovalo. Celkem policie stíhala třináct osob, z nichž tři v době zátahu byly v zahraničí.
Podle policie byl vůdcem skupiny zlínský podnikatel Michal Redl, který byl již dříve vyšetřován kvůli napojení na Radovana Krejčíře. Nedostal se ale k soudu, jelikož mu lékaři potvrdili částečnou nesvéprávnost. Skupina dle záznamů operovala tak, že Petr Hlubuček uplatňoval svůj politický vliv na Magistrátu hlavního města Prahy a v dozorčí radě DPP a spolu se sebou dosazenými vedoucími úředníky ovlivňoval hospodaření a veřejné zakázky DPP ve prospěch napojených podnikatelů. Dalšími jejich cíli byly zakázky Všeobecné zdravotní pojišťovny nebo Krajské správy a údržby silnic Středočeského kraje. Náměstek primátora Adam Scheinherr (Praha sobě) k policejní razii uvedl, že v minulosti, z pozice předsedy dozorčí rady DPP, podal trestní oznámení kvůli podezření na pokus o korupci.
K 21. červnu se na území ČR vrátili ze zahraničí Pavel Kos (dorazil 18. června) a Matej Augustín (ten měl dorazit 20. června ze Slovenska). Oba se přihlásili na služebně PČR, byli zadrženi a formálně jim bylo předáno obvinění ze spáchání trestných činů. Pavel Kos byl 21. června vzat do vazby. Mimo ČR se stále nacházel Pavel Dovhomilja, údajně na dovolené v Chorvatsku.
Dne 21. června 2022 rovněž média přinesla zprávu o smrti jednoho z obviněných, Petra Adama. Ten měl podle prvotních zjištění spáchat sebevraždu o den dříve v sídle své firmy. Přesnou příčinu smrti má určit soudní pitva.
V dubnu 2023 policie začala stíhat dalších pět lidí, a to včetně bývalého poslance Marka Šnajdra (ODS), který je podezřelý z uplácení. Jde o druhou větev kauzy, ve které policie řeší korupci ve veřejných zakázkách zdravotní pojišťovny VZP. Obžaloba v této části kauzy byla vedle vyšetřování vystavěna také na svědectví obviněného Pavla Dovhomilji, který usiluje o status korunního svědka. Obviněn byl mj. ředitel firmy Total Service, která v letech 2021 až 2022 vyhrála IT veřejné zakázky VZP v hodnotě čtvrt miliardy korun. Šnajdr měl ovlivnit jednu ze zakázek úplatkem ve výši 200 000 korun.
V červnu 2023 Národní centrála proti organizovanému zločinu (NCOZ) zahájila trestní stíhání, v samostatné větvi kauzy, tří právnických osob v souvislosti s hospodařením společnosti Dopravní podnik hl. m. Prahy. Šlo o společnosti Analogia, Uniprog Solutions a Information Systems Factory Group. Společnost Analogia patří podnikateli Jindřichu Špringlovi, který byl v té době stíhaný v hlavní části kauzy za údajnou pomoc při uplácení bývalého člena dozorčí rady dopravního podniku. Ve společnosti Uniprog Solutions byl předsedou představenstva slovenský podnikatel Maroš Jančovič. Toho policie v kauze obvinila z praní špinavých peněz. Firmu Information Systems Factory Group vlastní obviněný podnikatel Pavel Dovhomilja. Všechny tři firmy vyhrávaly ve výběrových řízeních na veřejné zakázky v celkové hodnotě stovek milionů korun, část zisku měly odvádět Redlově skupině.
V září 2023 Deník N přišel se zprávou, že v souvislosti s kauzou na policii vypovídal také toho času ministr dopravy Martin Kupka (ODS). Redlova skupina měla v roce 2021 usilovat o ovládnutí Krajské správy a údržby silnic Středočeského kraje. To měl zajistit Zakaría Nemrah. Podle vyšetřovatelů se Nemrahovi podařilo do čela krajské organizace dosadit svého člověka – manažera Jana Lichtnegera. A jeho výběrové řízení měl na starosti právě tehdejší krajský náměstek pro dopravu Martin Kupka.
V říjnu 2023 Deník N vydal další článek, ve kterém bylo uvedeno, že v policejním spise ke kauze je zaznamenána výpověď europoslance Stanislava Polčáka (STAN), který v případu figuroval jako svědek. Polčák se stíhaným podnikatelem Michalem Redlem a jeho rodinou trávil několik dovolených a komunikoval s ním přes šifrovací aplikaci. Polčák měl s Redlovými blízký vztah. Osobně se původně znal s otcem obviněného, Petrem Redlem st., se kterým spolupracoval jako advokát ve Zlíně.
V březnu 2024 se médiích objevila uniklá část policejního spisu, podle které policisté konfrontovali obviněného Pavla Dovhomilju, usilujícího o pozici spolupracujícího obviněného, s poznámkami a tabulkami týkajícími se developerského projektu Nové Holešovice, což měl být společný projekt Dopravního podniku hl. m. Prahy a soukromých developerů v okolí stanice metra Nádraží Holešovice. Původně měla být jediným partnerem Karlín Group podnikatele Serge Borenstein. Redlova skupina měla požadovat po Karlín Group úplatek ve výši 5 mil. Kč, jinak mělo dojít k zastavení projektu. Borenstein ale policii i médiím řekl, že se skupinou odmítl sejít, tehdejší předseda dozorčí rady DPP Adam Scheinherr pak věc oznámil policii, když se o ní dozvěděl. Projekt se však zastavil a podle nového nastavení mělo jít o společný podnik DPP, Karlín Group a CPI Group. Podle výpovědi Dovhomilji si Redlova skupina v této souvislosti měla vyžádat úplatek ve výši 50 mil. Kč, které měla obdržet ve třech tranších. Skupina měla obdržet první tranši úplatku, z které měli obdržet podíl Tomáš Pitr, který měl zprostředkovat dohodu s CPI Group, členové skupiny Michal Redl, Pavel Kos a Pavel Dovhomilja a za DPP pak Matej Augustín a Dalibor Kučera.
V červnu 2024 pražský magistrát podal trestní oznámení v souvislosti s korupcí v Dopravním podniku Prahy, na kterou ukázaly toho času dokončené audity zadané Prahou. Auditoři prověřovali smlouvu dopravního podniku se společností Xanthus Servisní, společný podnik DPP a firmy Nové Holešovice a smlouvy s Akvo Praha o obnově stanice metra Palmovka. Smlouvy se ukázaly jako nevýhodné, přičemž audit odhalil systémovou korupci v DPP.
Na konci června 2024 státní zástupce podal žalobu k Obvodnímu soudu pro Prahu 9 na devět obviněných (Hlubučka, Redla, Augustína, Kosa, Kučeru, Šteffela, Vejsadu, Pitrmana a Jančoviče). Obžalováni jsou podle státního zástupce z účasti na organizované zločinecké skupině, pro zločin přijetí úplatku, podplacení, legalizaci výnosů z trestné činnosti a pro přečin nakládání s omamnými a psychotropními látkami. Žalobce podal k soudu návrh dohody o vině a trestu s Pavlem Dovhomiljou, který sloužil jako korunní svědek.

## Obviněné osoby
Zadržení PČR:

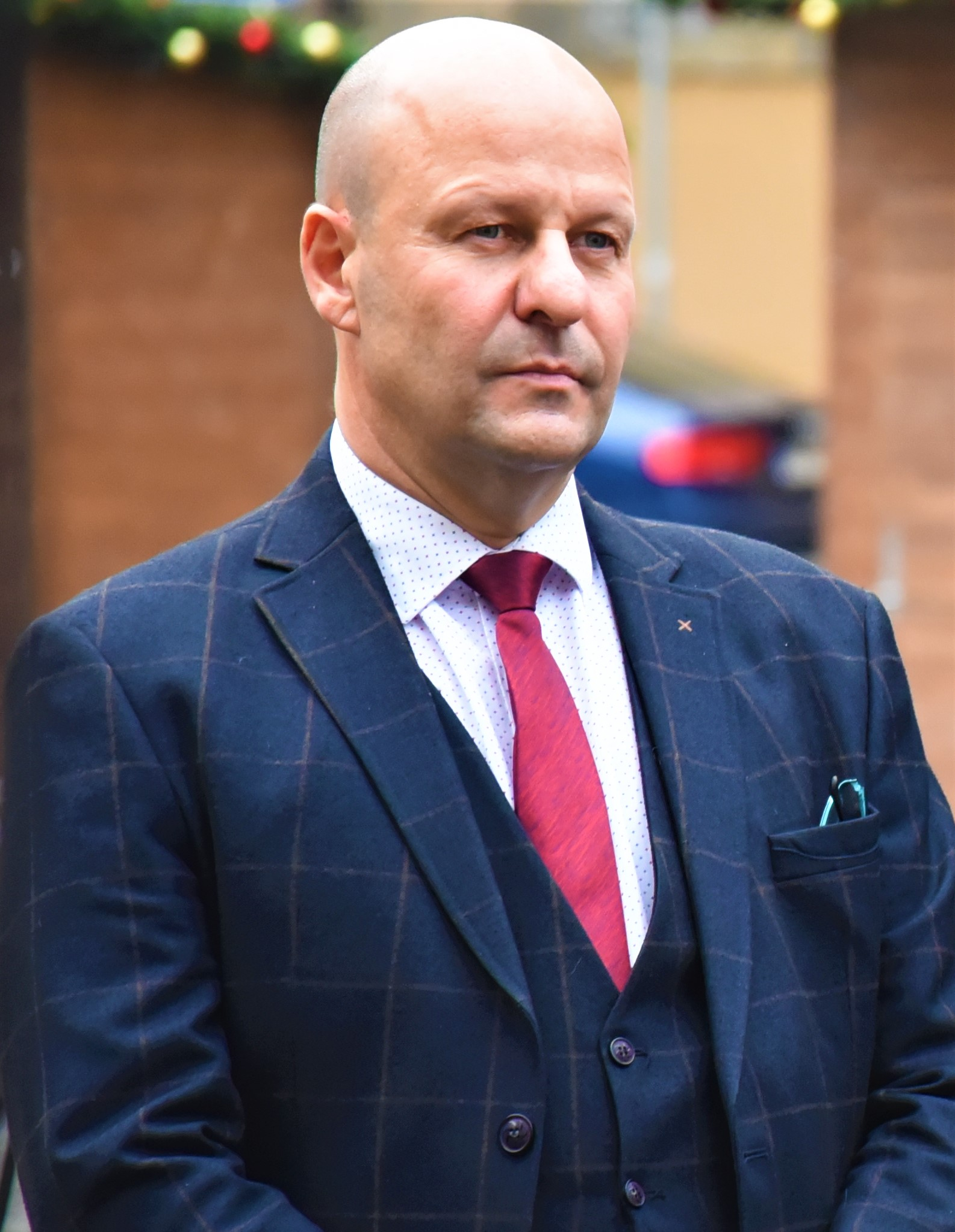
Petr Hlubuček (STAN)

- Petr Hlubuček (48 let) – náměstek pražského primátora, člen dozorčí rady DPP, zastupitel a starosta městské části Praha-Lysolaje (STAN); ve vazbě
- Michal Redl (48 let) – vlivný zlínský podnikatel a lobbista dlouhodobě napojený na hnutí STAN; ve vazbě
- Zakaría Nemrah (32 let) – politický podnikatel v oblasti pozemků, developmentu a médií; podle detektivů pro skupinu zajišťoval informace u policie, telefony s kryptografickou ochranou nebo se podílel na dělení úplatků[21]
- Luděk Šteffel (49 let) – vedoucí jednotky informačních technologií DPP, kterého do funkce dosadil Matej Augustín
- Dalibor Kučera (35 let) – vedoucí právního odboru DPP
- Martin Vejsada (51 let) – vedoucí odboru Technické správy objektů DPP
- Ivo Pitrman (51 let) – osobní řidič Michala Redla, který zajišťoval ochranu členů skupiny před odhalením policistů
- Maroš Jančovič (44 let) – slovenský podnikatel v IT
- Petr Adam (60 let) – podnikatel, obchodní zástupce firmy Komo-Com, zemřel 20. června 2022 v sídle své společnosti, příčinu smrti určí nařízena soudní pitva.[22]
- Jindřich Špringl (60 let) – podnikatel, generální ředitel bezpečnostní a telekomunikační společnosti Analogia[3]

V době zásahu mimo Českou republiku:
- Pavel Kos (49 let) – podnikatel, blízký přítel a důvěrník Michala Redla, který byl dříve souzen za daňové podvody; v době zásahu na blíže neurčeném místě v zahraničí[23] Policii se přihlásil 18. června 2022; ve vazbě.[24]
- Matej Augustín (47 let) – ekonomický náměstek a člen představenstva DPP, kterého do funkce přes nesouhlas koaličních partnerů prosadil Hlubuček; v době zásahu doma na Slovensku. Policii se přihlásil 20. června 2022; ve vazbě.[9]
- Pavel Dovhomilja (41 let) – podnikatel v IT; údajně na dovolené v Chorvatsku.

Druhá větev kauzy – ovlivňování veřejných zakázek zdravotní pojišťovny VZP, trestní stíhání z dubna 2023:
- Marek Šnajdr (48 let) – bývalý poslanec za ODS
- Václav Novák – generální ředitel firmy Total Service
- Tomáš Knížek – bývalý náměstek ředitele VZP
- Josef Listík – bývalý ředitel odboru technické podpory VZP

## Soudní řízení
Obvodní soud pro Prahu 8 v srpnu 2023 pravomocně schválil dohodu o vině a trestu v případu Zakaríi a Karíma Nemrahových nepřímo související s akcí Dozimetr. Tehdejší policista Karím Nemrah v neveřejných policejních systémech neoprávněně lustroval poznávací značky vozidel, a to v některých případech na žádost svého bratra Zakaríi. Skupina kolem Michala Redla se totiž obávala, že je sledována policií. Karím Nemrah souhlasil s desetiměsíční podmínkou se zkušební dobou na 15 měsíců a také s pětiletým zákazem činnosti u bezpečnostních sborů. Zakaría Nemrah přijal půlroční podmíněný trest odložený na zkušební dobu jednoho roku, zaplatí také 25 000 korun na pomoc obětem trestných činů.
Pražský městský soud na začátku prosince 2023 rozhodl, že vyloučení Hlubučka ze Starostů a nezávislých (STAN) bylo v rozporu se stanovami hnutí. Podle stanov lze v případě trestního stíhání člena hnutí jeho členství pouze pozastavit, vyloučit ho lze až po vynesení rozsudku. Rozhodnutí představenstva hnutí o vyloučení dal k soudu sám Hlubuček, údajně, aby si uvědomili svou odpovědnost v celé kauze. Podle mluvčí STAN se proti rozsudku městského soudu odvolají.
V březnu 2024 obvodní soud pro Prahu 5 nepravomocně rozhodl o uvolnění odchodného pro Mateje Augustína, který působil jako ekonomický ředitel dopravního podniku. Dopravní podnik po obvinění Augustína mu odmítl vyplatit roční odměnu a odchodné ve výši 1,6 mil. korun, místo toho peníze uložil do soudní úschovy. Soud ovšem rozhodl o jejich vyplacení Augustínovi.
V srpnu 2024 Ústavní soud zamítl stížnost Petra Hlubučka ohledně nařízeného zákazu vycestování, který jej omezil jako jedno z opatření nahrazujících vazbu.
Dne 15. srpna 2024 soudce Obvodního soudu pro Prahu 9, Jakub Kriebel, kterému byla tato kauza původně přidělena, se z projednání případu vyloučil pro podjatost. Podle zdrojů Seznam Zpráv důvodem bylo, že Kriebel se jako soudce účastnil výslechu bývalého náměstka VZP Tomáše Knížka. Ten byl obviněn v další větvi této kauzy společně například s tehdejším poslancem ODS Markem Šnajdrem. Nicméně žalobci se proti postupu soudce Kriebela odvolali. Odvolací Městský soud v Praze jim v září 2024 dal za pravdu a důvody vyloučení neuznal. Soudce Kriebel se tak případem musel zabývat. V listopadu 2024 však soudce Kriebel oznámil stranám sporu, že se obrátí na Vrchní soud v Praze s tím, že Obvodní soud pro Prahu 9 není věcně příslušný věc projednávat. Znovu se tím snažil ze sporu vyloučit. V únoru 2025 však Vrchní soud v Praze ponechal kauzu Obvodnímu soudu pro Prahu 9.
V říjnu 2024 pravomocně rozhodl odvolací středočeský krajský soud, že se zastupitel Středočeského kraje Martin Herman (ANO) musí omluvit hejtmance Petře Peckové (STAN) za výroky o jejím zapojení do kauzy Dozimetr. Příspěvky spojující političku s případem korupce při zadávání zakázek pražského dopravního podniku musí ze svého profilu smazat.
V březnu 2025 se v jednom z případů kauzy pokusila soudkyně z Obvodního soudu z Prahy 4 Eva Burešová vyloučit. Pražský městský soud jejímu návrhu nevyhověl.
V březnu 2025 soudce Obvodního soudu pro Prahu 9 Jakub Kriebel rozhodl o vrácení zajištěného pražského bytu Michala Redla, u kterého policie navrhla, aby propadl státu. Soudce tak učinil před zahájením soudního procesu. Státní žalobce proti tomuto postupu podal stížnost.
Na konci dubna 2025 Obvodní soud pro Prahu 9 schválil dohodu o vině a trestu pro Pavla Dovhomilju. Vzhledem ke spolupráci s policií během vyšetřování mu byl vyměřen pouze peněžitý trest ve výši dvou milionů korun. Při hlavním líčení bude svědčit. Současně soud potvrdil dohodu o vině a trestu i pro Zakaríu Nemraha, který dostal peněžitý trest ve výši tří milionů korun.
Podle serveru Seznam Zprávy by hlavní soudní líčení v kauze mohlo začít 11. srpna 2025.

## Dopady

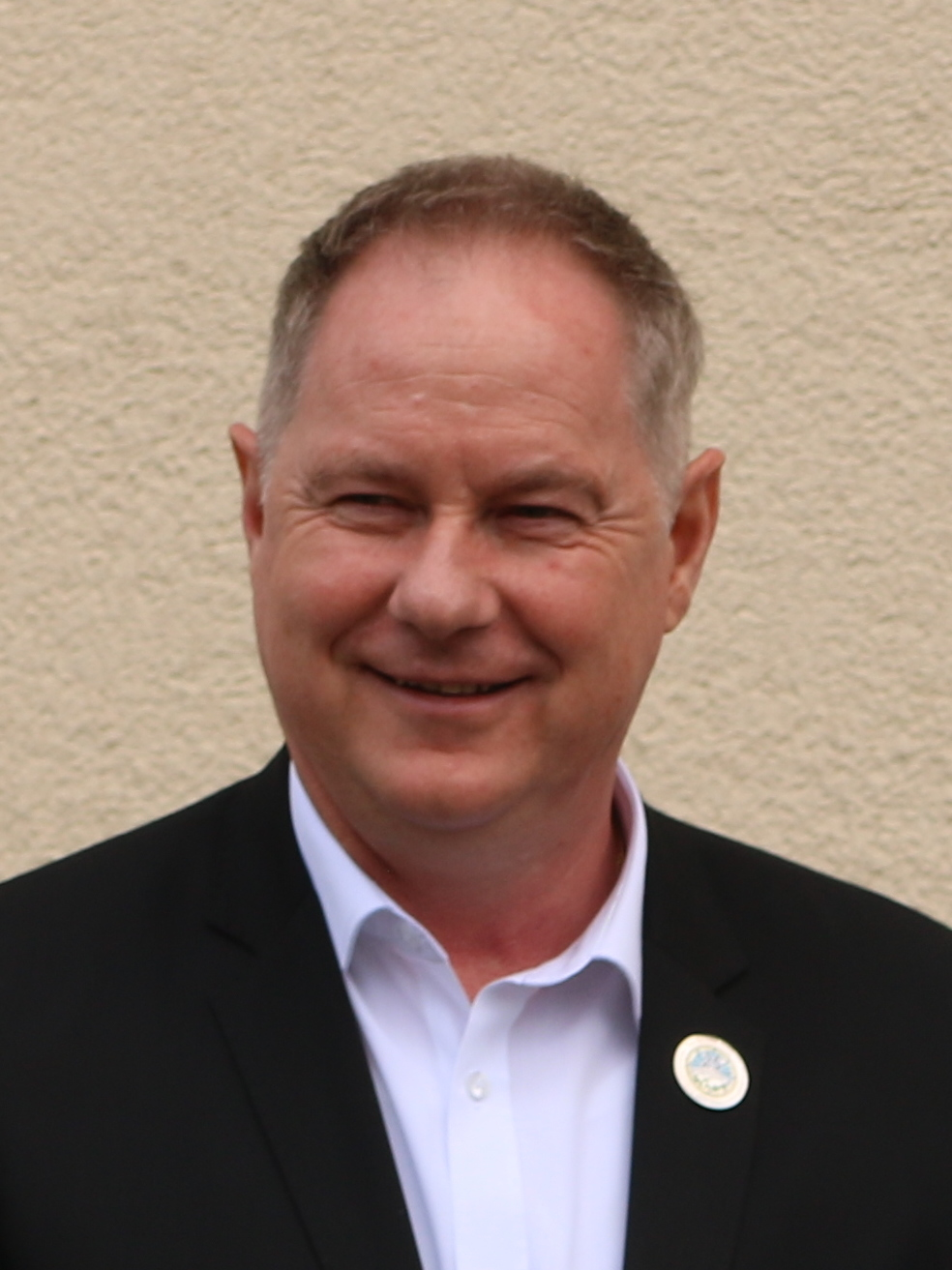
V důsledku kauzy rezignoval ministr školství Petr Gazdík, mj. kvůli vazbám na podnikatele Michala Redla

Krátce po zadržení byl Petr Hlubuček zbaven všech funkcí na pražském magistrátu, v DPP i v hnutí STAN. Dne 20. června 2022 byl zastupitelstvem odvolán i z funkce starosty městské části Praha-Lysolaje. Ihned po zatčení se Hlubuček začal zbavovat svého majetku. Například svoji vilu a okolní pozemek v pražských Lysolajích převedl na svého partnera Jiřího Karvánka (STAN).
Policejní spis ukazoval také propojenost ministra školství Petra Gazdíka (STAN) s Michalem Redlem, se kterým si opakovaně volal, domlouval utajované schůzky a byl s ním i na dovolené. Dne 19. června 2022 Petr Gazdík uvedl, že ačkoliv se cítí nevinný, rezignuje ke konci měsíce na funkce ministra školství i místopředsedy hnutí STAN.
Hnutí STAN následně začalo prověřovat své finanční dary a nalezlo spojitost s Redlem u 300 000 korun z roku 2020, které deklarovalo, že dárci vrátí. Současně informovali, že vrátí dar ve výši 350 000 korun, který hnutí v roce 2014 daroval Pavel Kos.
Další, koho policejní odposlechy spojovaly s podnikatelem Redlem, byl europoslanec Stanislav Polčák (STAN). Ten měl s Redlem konzultovat nominace hnutí STAN do pražských firem. On, Redl i Gazdík pocházeli ze Zlínska. Polčák již v březnu 2022 rezignoval na post řadového místopředsedy v návaznosti na kauzu Vrbětice, po které žádal odměnu za právní pomoc, kterou jako advokát poskytl obcím při získání odškodného za výbuch muničních skladů v roce 2014. Předseda hnutí STAN a ministr vnitra Vít Rakušan ovšem uvedl, že by uvítal, kdyby Polčák vyvodil z odhalení svých vazeb na Redla stejnou politickou odpovědnost jako Petr Gazdík. Polčák však jen dočasně pozastavil své členství ve STAN. To si ale obnovil již v březnu 2023.
Kvůli spojení s Redlem Vít Rakušan oznámil záměr odvolat také šéfa České pošty Romana Knapa. Knap sám v červnu 2022 uvedl, že na svou funkci rezignuje ke konci září 2022. Ve funkci ale nakonec setrval až do výběru nového generálního ředitele, tedy do konce února 2023.
Kvůli kauze (a náhlé smrti Věslava Michalika) se znatelně narušilo osazení předsednictva hnutí STAN. Předseda Vít Rakušan proto posunul konání pravidelného sněmu hnutí z podzimu na léto 2022.
V návaznosti na zveřejnění odposlechů skončili tři členové dozorčí rady DPP. Vedle Hlubučka to byl Michal Zdeněk, který ale dle svých slov rezignoval již s předstihem, aby nebyl s kauzou spojován, a Marek Doležal (TOP 09), toho času místostarosta Prahy 9, který se měl sejít s Pavlem Dovhomiljou.
Dalšími dotčenými osobami byli členové TOP 09 Marek Doležal a Jiří Fremr, kteří měli styky s obviněnými. Oba předsednictvo TOP 09 vyzvalo, aby se vzdali funkcí a odešli ze strany. Fremr následně odešel z TOP 09 a skončil i v roli poradce předsedy pražské organizace TOP 09 a europoslance Jiřího Pospíšila. Marek Doležal se rozhodl odstoupit z funkce místostarosty Prahy 9 a z dozorčí rady DPP a vzdal se místa na kandidátce pro komunální volby do zastupitelstva hlavního města i deváté městské části.
Dne 27. června 2022 byla zastupitelstvem městské části odvolána starostka Prahy 10 Renata Chmelová. Opozice to zdůvodnila jejími kontakty s Petrem Hlubučkem. Odvolán byl i místostarosta městské části David Kašpar. Dle článku týdeníku Respekt se však jednalo o předem připravenou a účelovou akci, kdy Pirátská strana, ODS a opoziční TOP 09 pouze kauzy Dozimetr využily. Dle autorky článku to z pohledu do zápisu vypadá jako dobře připravená akce, od odebrání řízení schůze až po odvolání starostky a místostarosty. Hlasování o odvolání starostky proběhlo v 16:36 hodin a už v 16:41 viselo na Facebooku Pirátů z Prahy 10 oznámení, že se to stalo, a několikabodové vysvětlení.  Lídr kandidátky STAN v Praze Petr Hlaváček, který byl stylizován do role hlavní záruky bezúhonnosti STAN „po Hlubučkovi“, po odvolání starostky a místostarosty prohlásil, že Chmelová i Kašpar byli Hlubučkovou opozicí, a že by za ně dal ruku do ohně.
Kritice se nevyhl ani Vít Rakušan (STAN), který coby ministr vnitra jmenoval ředitele Úřadu pro zahraniční styky a informace (ÚZSI) Petra Mlejnka, u kterého se později prokázaly dlouholeté styky s Redlem. Opoziční strany žádaly demisi Rakušana, který ji ovšem odmítl a postavil se i za Mlejnka. Rakušan doplnil, že je Mlejnek držitelem bezpečnostní prověrky ve stupni tajné, což by mělo být dostatečným prokázáním důvěryhodnosti. Za setrvání Rakušana ve vládě se postavil i předseda vlády Petr Fiala (ODS). Na konci srpna 2022 Mlejnek na svou funkci rezignoval.
Zpravodajský server Seznam Zprávy připravil podcast s obžalovaným Pavlem Dovhomiljou s názvem Gučiho archiv. V něm Dovhomilja zveřejnil propojení Redla s politiky z hnutí ANO. Do pražské politiky a k zakázkám Dopravního podniku Prahy se měla skupina podnikatelů dostat právě za vlády primátorky Adriany Krnáčové (ANO). Propojení vedlo i k Jaroslavu Faltýnkovi (ANO). Na začátku září 2022 přišel server Neovlivní.cz s informací, že se s obžalovaným Zakaríou Nemrahem pravidelně setkávali manželé Jana Mračková Vildumetzová (místopředsedkyně Sněmovny, za ANO) a Jan Mraček (ODS). Následně se ukázalo, že Nemrah byl Mračkovým svědkem na jeho svatbě s Vildumetzovou a šel za kmotra jejich dítěti. Brzy poté Vildumetzová oznámila rezignaci na svou funkci místopředsedkyně Poslanecké sněmovny, a to k 30. září 2022.
Na konci srpna 2023 publikoval Deník N článek, ve kterém bylo uvedeno, že pražský radní pro kulturu a europoslanec Jiří Pospíšil (TOP 09) v roce 2018 inicioval schůzku Michala Redla se zástupci TOP 09 a STAN k možnostem spolupráce v komunálních volbách.  Na zprávu reagovalo pražské hnutí Praha Sobě s cílem odvolat Pospíšila z funkcí. Pospíšil obvinění odmítl a na Deník N jeho advokát podal předžalobní výzvu.
V návaznosti na únik části policejního spisu, týkajícího se developerského projektu Nové Holešovice, zadal pražský radní pro dopravu Zdeněk Hřib pokyn řediteli DPP, aby DPP ze společného podniku s Karlín Group a CPI Group odstoupil.

## Související kauzy
V říjnu 2024 obvinila Policie ČR v související kauze více než deset fyzických a právnických osob pro úplatkářské trestné činy související s plněním veřejných zakázek Dopravního podniku hl. m. Prahy. Podle obžaloby skupina lidí obsadila v DPP důležité pozice tak, aby spřátelení manažeři mohli ovlivňovat výběrová řízení s cílem získat od vítězných firem úplatky. Má jít o podnikatele Jindřicha Špringla ze společnosti Analogia, jednatele firmy AŽD Praha Romana Juříka, podnikatele Pavla Dovhomilju, z DPP pak o bývalé členy představenstva Jiřího Špičku a Marka Kopřivu, bývalé členy dozorčí rady Jana Marka a Marka Doležala (oba za TOP 09) a zaměstnance Bohdan Frajta, Martin Kadlec a Michala Studničku. Dále o právnické osoby AŽD Praha, Analogia a Information Systems Factory Group.
Podle Ekonomického týdeníku jsou součástí obvinění úplatky ve výši přes 10 mil. Kč, které měl Špičkovi postupně platit Špringl a zemřelý Petr Adam kvůli veřejné zakázce na Komplexní bezpečnostní systém. Tu DPP v minulosti uzavřel s konsorciem společnosti Saab Czech, jejíž byl Špringl jednatelem, a společností AŽD Praha. Po odchodu Špringla z pozice jednatele převzala v roce 2012 kontrakt AŽD Praha, jejímž subdodavatelem se v lednu 2013 stala Špringlova společnost Analogia. Špička měl podle pokynů Špringla a Adama jednat ve prospěch těchto dvou společností. Úplatky měli dostat také Kopřiva, Marek a Doležal, vše v souvislosti s prodražením zakázky na KBS o 110 mil. Kč. Frajt, Kadlec a Studnička měli dostat úplatky v souvislosti s jinými zakázkami.
Deník N pak uvedl informaci o související schůzce v pražském obchodním centru v roce 2022, které se měl účastnit Špringl, generální ředitel DPP Petr Witowski, člen dozorčí rady Jan Marek, kontroverzní pražský podnikatel Ivo Rittig a Jiří Fremr, poradce tehdejšího pražského radního Jiřího Pospíšila.
V reakci na výše uvedené dozorčí rada DPP odvolala 21. října 2024 oba obviněné členy představenstva i ředitele Witowského.